# Atletismo nos Jogos Pan-Americanos de 1979 - 400 m masculino
A prova dos 400 m masculino nos Jogos Pan-Americanos de 1979 foi realizada em San Juan, Porto Rico.

## Medalhistas
| Ouro                           | Prata                       | Bronze                          |
| Tony Darden USA Estados Unidos | Alberto Juantorena CUB Cuba | Willie Smith USA Estados Unidos |

## Resultados
| Posição           | Nome               | Nacionalidade         | Tempo | Notas |
| ----------------- | ------------------ | --------------------- | ----- | ----- |
| Medalha de ouro   | Tony Darden        | USA Estados Unidos    | 45.11 |       |
| Medalha de prata  | Alberto Juantorena | CUB Cuba              | 45.24 |       |
| Medalha de bronze | Willie Smith       | USA Estados Unidos    | 45.30 |       |
| 4                 | Bert Cameron       | JAM Jamaica           | 45.97 |       |
| 5                 | Brian Saunders     | CAN Canadá            | 46.16 |       |
| 6                 | Colin Bradford     | JAM Jamaica           | 46.36 |       |
| 7                 | Clyde Edwards      | BAR Barbados          | 46.66 |       |
| 8                 | Joseph Coombs      | TRI Trinidad e Tobago | 46.98 |       |